# 熱可塑性樹脂
熱可塑性樹脂（ねつかそせいじゅし、英: Thermoplastic resin）は加熱により軟化する高分子。

## 概要
熱可塑性樹脂はガラス転移温度または融点に達すると軟化する。熱可塑性樹脂は機械加工に適さない場合が多々あるので射出成形や真空成形等が一般的に適用される。熱硬化性樹脂よりも靭性に優れ、成形温度は高いが短時間で成形できるので生産性に優れ、加熱すれば再度成形できるのでリサイクルも比較的容易である。ただし加熱の度に物性は低下していく。その他にも、ホットメルト接着剤や熱溶解積層法の3Dプリンタなどに使用される。
通常、熱可塑性樹脂と言う単語は、硬度の高い「プラスチック」とほぼ同義で使われているが、厳密に言えば、「熱可塑性エラストマー」という硬度のより低い素材も、この単語の範囲に入れる。

## 熱可塑性樹脂の例
- ガタパーチャ - 熱可塑性を持つゴム状の樹脂が得られる植物で、初期のゴルフボールや歯科の詰め物などに使われ、初期の熱可塑性エストラマーの工業的利用の起源とみることができる[3]。

### 汎用プラスチック
日用品や電気製品の筐体（ハウジング）、雨樋や窓のサッシなどの建築資材、フィルムやクッションなどの包装・梱包資材等、比較的大量に使われる。
- ポリエチレン (PE)
  - 高密度ポリエチレン(HDPE)
  - 中密度ポリエチレン(MDPE)
  - 低密度ポリエチレン(LDPE)
- ポリプロピレン (PP)
- ポリ塩化ビニル (PVC)
  - ポリ塩化ビニリデン
- ポリスチレン (PS)
- ポリ酢酸ビニル (PVAc)
- ポリウレタン(PUR)
- テフロン — （ポリテトラフルオロエチレン、PTFE）
- ABS樹脂（アクリロニトリルブタジエンスチレン樹脂）
- AS樹脂
- アクリル樹脂 (PMMA)

他

### エンジニアリング・プラスチック
家電製品に使われている歯車や軸受、光ディスクなどの記録媒体等、強度や耐久性を特に要求される部品に使用される。略してエンプラとも呼ばれる。
- ポリアミド (PA)
  - ナイロン
- ポリアセタール (POM)
- ポリカーボネート (PC)
- 変性ポリフェニレンエーテル（m-PPE、変性PPE、PPO）
- ポリエステル (PEs)の内、
  - ポリエチレンテレフタレート (PET)
  - グラスファイバー強化ポリエチレンテレフタレート (GF-PET)
  - ポリブチレンテレフタレート (PBT)
- 環状ポリオレフィン (COP)

他

### スーパーエンジニアリングプラスチック
特殊な目的に使用され、エンプラよりもさらに高い熱変形温度と長期使用出来る特性を持つ。略してスーパーエンプラとも呼ばれる。
- ポリフェニレンスルフィド (PPS)
- ポリテトラフロロエチレン（PTFE）一般的にテフロンと呼ばれる。
- ポリスルホン (PSF)
- ポリエーテルスルホン (PES)（Polyethersulfone）
- 非晶ポリアリレート (PAR)
- 液晶ポリマー (LCP)
- ポリエーテルエーテルケトン (PEEK)
- 熱可塑性ポリイミド (PI)
- ポリアミドイミド (PAI)（Polyamide-imide）

他